# Donald S. Lopez mladší
Donald S. Lopez mladší (* 1. června 1952 Washington, D.C.) je v profesor buddhologie a tibetských studií na Michiganské univerzitě. Od roku 2000 je členem American Academy of Arts and Sciences.

## Život
Narodil se v roce 1952 we Washingtonu jako syn letce Donalda Lopeze. Vystudoval religionistiku a buddhologii na Virginské univerzitě, kterou ukončil roku 1982 doktorátem. Je autorem mnoha publikací na téma východních náboženství, specializuje se na mahájánový a tibetský buddhismus.